# Gau Saarpfalz

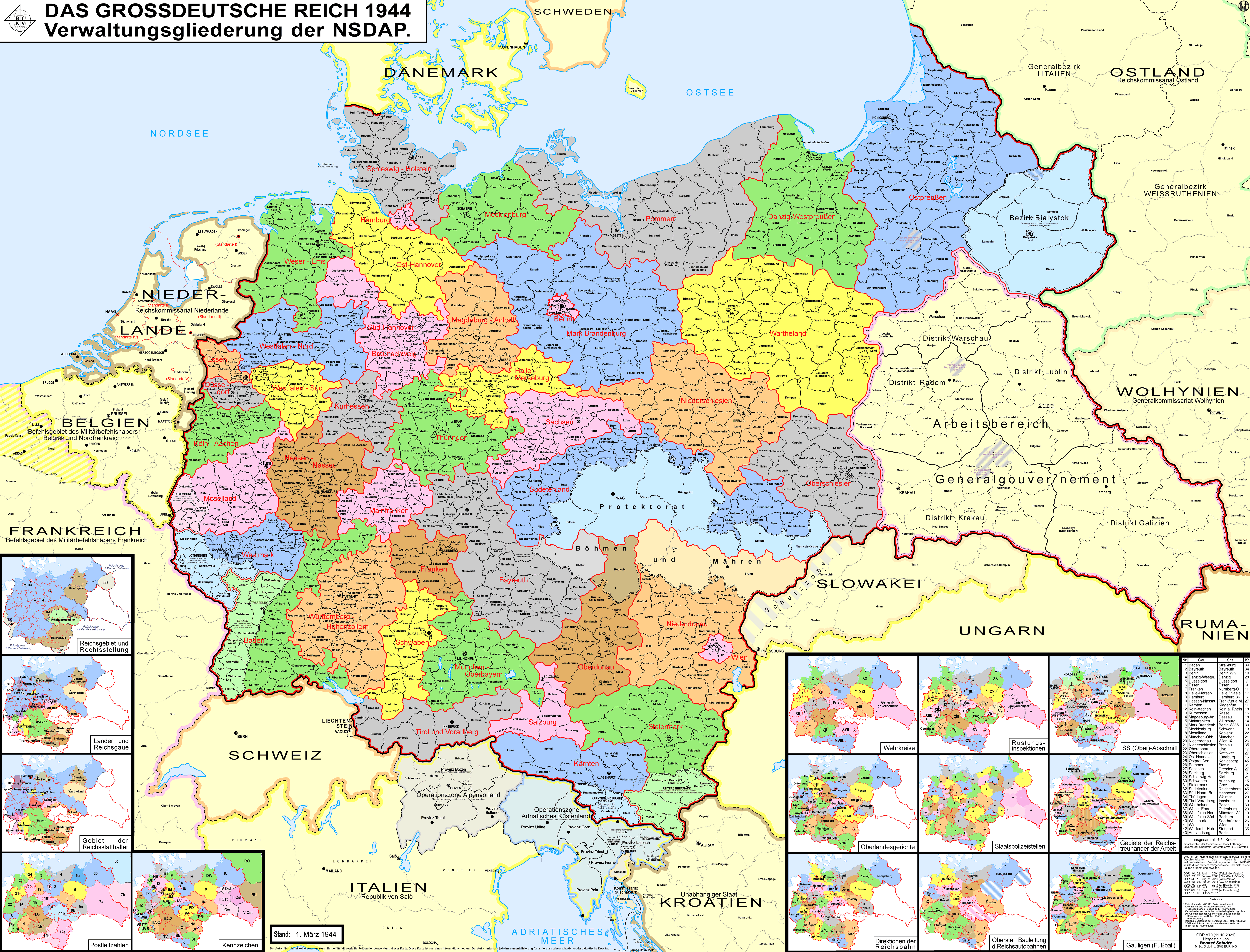
Gaue der NSDAP im Deutschen Reich im Jahr 1944

Der Gau Saarpfalz trug seinen Namen ab 1936 und war eine Verwaltungseinheit der NSDAP, die 1935 zunächst als Gau Pfalz-Saar gebildet wurde und 1940 den Namen Gau Westmark erhielt.

## Geschichte und Struktur

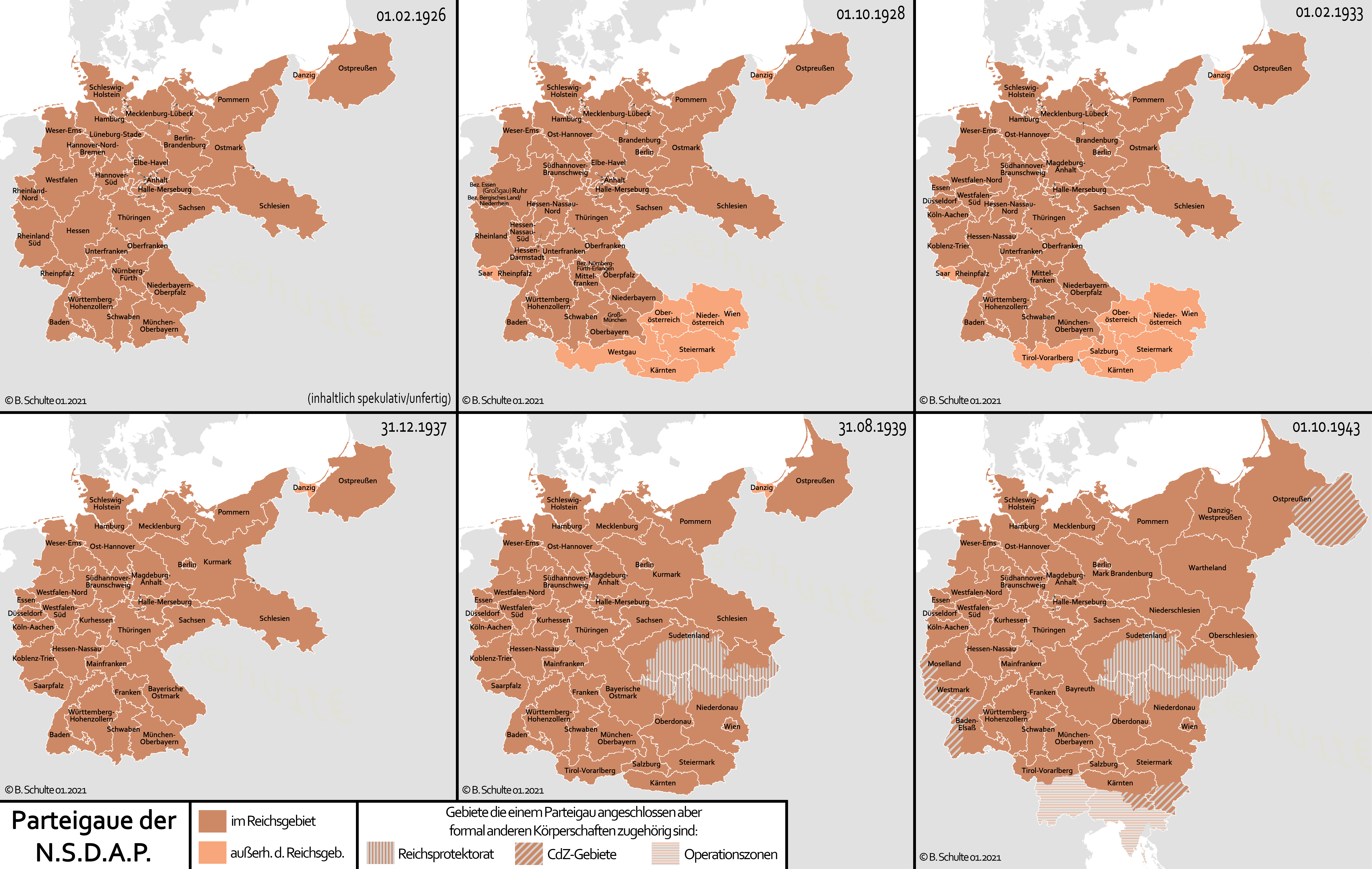
Gaue der NSDAP in den Jahren 1926, 1928, 1933 (obere Reihe), sowie 1937, 1939, 1943 (untere Reihe)

Der Gau bestand seit 1925 als Gau Rheinpfalz, dessen erster Gauleiter Fritz Wambsganß 1926 durch Josef Bürckel abgelöst wurde. Der Regierungsbezirk Pfalz mit dem Zentrum Speyer gehörte zum Freistaat Bayern. Der Gau wurde zu einer Hochburg des Nationalsozialismus, wobei die NSDAP bei der Reichstagswahl im Juli 1932 einen Stimmenanteil von 43,7 Prozent erreichte. Daneben bestand seit 1926 der Gau Saar im Saargebiet, das durch den Völkerbund verwaltet wurde. 1935 wurde mit der Wiedereingliederung des Gebiets ins Deutsche Reich der Gau Pfalz-Saar gebildet, der ab März 1936 Gau Saarpfalz hieß. Dem Gauleiter gelang es nicht, die Pfalz aus Bayern herauszulösen, de facto hatte die bayerische Regierung aber kaum noch Einfluss. Die Gauleitung hatte ihren Sitz in Neustadt an der Haardt bzw. (ab 1936) Neustadt an der Weinstraße, woran sich auch nach der kurzlebigen Ernennung Kaiserslauterns zur „Gauhauptstadt“ 1939 und der Zusammenlegung der von Bürckel geleiteten Behörden in Saarbrücken 1940 nichts änderte. Eine Gauführerschule bestand in Annweiler am Trifels.
Während seiner Tätigkeit als Reichskommissar in Wien nach dem Anschluss Österreichs zwischen 1938 und 1940 wurde Bürckel als Gauleiter durch seinen langjährigen Stellvertreter (seit 1927) Ernst Ludwig Leyser vertreten. Die NS-Pläne sahen nach dem siegreichen Westfeldzug im Frühjahr 1940 eine Annexion des teilweise deutschsprachigen französischen Départements Moselle vor, das bereits von 1871 bis 1918 als Bezirk Lothringen innerhalb des Reichslandes Elsaß-Lothringen zum Deutschen Reich gehört hatte. Gauleiter Bürckel wurde die Leitung der Zivilverwaltung in Lothringen, dem CdZ-Gebiet Lothringen, übertragen und das Gebiet somit faktisch seinem Herrschaftsbereich angeschlossen. Der Gau trug auf Weisung Adolf Hitlers seit dem 7. Dezember 1940 den neuen Namen Gau Westmark, in dem 1940 2,6 Millionen Einwohner lebten und der ca. 14.000 km² umfasste. Bürckel wurde 1940 zum Reichsstatthalter für das Saarland ernannt. Nach Bürckels Tod am 28. September 1944 übernahm Willi Stöhr kommissarisch das Amt und wurde am 30. Januar 1945 offiziell zum Gauleiter der Westmark ernannt.
Verwaltungspolitisch stellte der Gau Westmark kein einheitliches Territorium dar. Zu einer staatlichen Zusammenlegung der drei von Bürckel kontrollierten territorialen Verwaltungseinheiten zu einem zentralistisch organisierten Reichsgau kam es nicht mehr.
Der stellvertretende Gauleiter Leyser saß von 1933 bis Kriegsende 1945 für den Wahlkreis 27 im Reichstag und übernahm Mitte Januar 1934 die Leitung der Josef-Bürckel-Stiftung. 1930 war kurzzeitig Fritz Schwitzgebel Stellvertreter, der später Oberbürgermeister in Saarbrücken wurde. Stöhr wurde am 8. September 1944 zum Bevollmächtigten des Gauleiters und Reichsverteidigungskommissars für den Stellungsbau im Gau ernannt, bevor er die Nachfolge des Gauleiters antrat. Ende März 1945 setzte er sich ab. Richard Imbt war der Hauptamtsleiter für Kommunalpolitik, späterer Oberbürgermeister von Kaiserslautern und zuständig für das besetzte Metz.
Gauleiter Rheinpfalz:
- Fritz Wambsganß (1925–1926)
- Josef Bürckel (1926–1927)
- Fritz Heß (1927)[6]
- Josef Bürckel (1927–1935)

Gauleiter Saar:
- Walter Jung (1926)
- Jakob Jung (1926–1929)
- Gustav Staebe (1929)
- Adolf Ehrecke (1929–1931)
- Karl Brück (1931–1933)
- Alois Spaniol (1933–1934)
- Jakob Pirro (1934–1935)

Gauleiter Pfalz-Saar, Saarpfalz bzw. Westmark:
- Josef Bürckel (1935–1944)
- Willi Stöhr (1944–1945)

## Einzelbelege
1. ↑  Weimarer Republik 1918–1933, Reichstagswahlen, Wahlkreis Pfalz. www.wahlen-in-deutschland.de, 5. Juli 2014, abgerufen am 3. Dezember 2016.
2. ↑  Wolfgang Freund: Volk, Reich und Westgrenze. Deutschtumswissenschaften und Politik in der Pfalz, im Saarland und im annektierten Lothringen 1925–1945 (= Veröffentlichungen der Kommission für Saarländische Landesgeschichte und Volksforschung. Band 39). Saarbrücken 2006, S. 44.
3. ↑  www.findbuch.at: Adreßbuch 1940, S. 43 (PDF; 2,02 MB).
4. ↑  Franz Maier: Biographisches Organisationshandbuch der NSDAP und ihrer Gliederungen im Gebiete des heutigen Landes Rheinland-Pfalz (= Veröffentlichungen der Kommission des Landtages für die Geschichte des Landes Rheinland-Pfalz. Bd. 28). Hase & Koehler, Mainz 2007, ISBN 3-7758-1407-8, S. 14.
5. ↑  www.europese-bibliotheek.nl: Annweiler (Memento des Originals vom 12. November 2016 im Internet Archive)  Info: Der Archivlink wurde automatisch eingesetzt und noch nicht geprüft. Bitte prüfe Original- und Archivlink gemäß Anleitung und entferne dann diesen Hinweis..
6. ↑  Pia Nordblom, Walter Rummel, Barbara Schuttpelz (Hrsg.): Josef Bürckel – Nationalsozialistische Herrschaft und Gefolgschaft in der Pfalz. Institut für pfälzische Geschichte und Volkskunde, Kaiserslautern 2019, ISBN 978-3-927754-93-5 (= Beiträge zur pfälzischen Geschichte #30; ISSN 0936-7640), S. 78.